# Gisara subrutila
Gisara subrutila är en fjärilsart som beskrevs av Paul Dognin 1908. Gisara subrutila ingår i släktet Gisara och familjen tandspinnare. Inga underarter finns listade i Catalogue of Life.